# Nasreddine Dinet
Nasreddine Dinet (născut ca Alphonse-Étienne Dinet n. 28 martie 1861, Paris, Île-de-France, Franța – d. 24 decembrie 1929, Paris, Île-de-France, Franța) a fost un pictor orientalist francez și a fost unul dintre fondatorii Société des Peintres Orientalistes. A devenit atât de fermecat de Africa de Nord și de cultura ei, încât s-a convertit la islam și cunoștea limba arabă. Pe lângă picturile sale, a tradus literatura arabă în franceză.

## Biografie
Născut la Paris, Alphonse-Étienne Dinet, a fost fiul unui proeminent judecător francez, Philippe Léon Dinet și Marie Odile Boucher. În 1865 s-a născut sora lui, Jeanne, care avea să-i fie biograf.
Din 1871, a studiat la Liceul Henric al IV-lea, unde printre studenți se afla și viitorul președinte Alexandre Millerand. După absolvire, în 1881, s-a înscris la École nationale supérieure des Beaux-Arts și a intrat în studioul lui Victor Galland. În anul următor a studiat sub îndrumarea lui William Bouguereau și a lui Tony Robert-Fleury la Académie Julian. De asemenea, a expus pentru prima dată la Salon des artistes français.
Dinet a efectuat prima sa călătorie la Bou Saâda, lângă Ouled Naïl Range, în nordul Algeriei, în 1884, alături de o echipă de entomologi. În anul următor, a efectuat o a doua călătorie cu o bursă guvernamentală, de data aceasta la Laghouat. În acel moment, el a pictat primele două tablouri algeriene: les Terrasses de Laghouat și l'Oued M'Sila après l'orage .

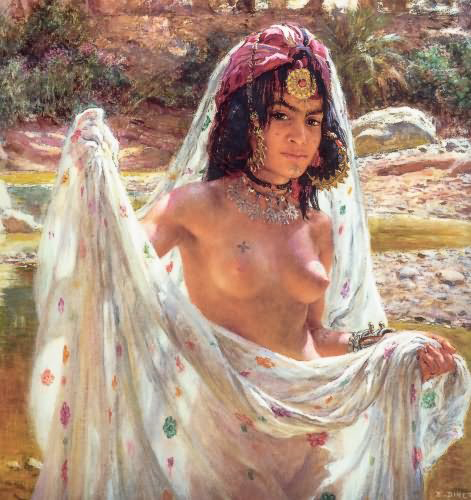
Raoucha 1901, 46x45cm, colecția Musée des Beaux Arts d'Alger

A câștigat medalia de argint pentru pictură la Exposition Universelle din 1889 și, în același an, a fondat Société Nationale des Beaux-Arts împreună cu Meissonier⁠(d), Puvis de Chavannes, Rodin, Carolus-Duran⁠(d) și Charles Cottet . În 1887 a înființat, împreună cu Léonce Bénédite⁠(d), director al Musée du Luxembourg, Société des Peintres Orientalistes Français⁠(d).
În 1903 a cumpărat o casă în Bou Saâda și a petrecut acolo trei sferturi din fiecare an. Dinet a devenit atât de fermecat de Africa de Nord și de cultura acesteia, încât s-a convertit în cele din urmă la islam. El și-a anunțat convertirea la islam într-o scrisoare privată din 1908 și și-a încheiat convertirea oficială în 1913, după care și-a schimbat numele în Nasr'Eddine Dinet. În 1929, el și soția sa au întreprins Hajj -ul la Mecca. În iulie 1896, a fost numit Cavaler al Legiunii de Onoare și a participat la expoziția internațională a Centenarului Litografiei (Paris). Respectul pe care l-a câștigat de la nativii din Algeria a fost reflectat de cele 5.000 de persoane care au participat la înmormântarea sa din 12 ianuarie 1930 la Bou Saâda. Acolo a fost elogiat de fostul guvernator general al Algeriei Maurice Viollette⁠(d).

## Opera
În comparație cu pictorii moderniști precum Henri Matisse, care a vizitat și nordul Africii în primul deceniu al secolului al XX-lea, picturile lui Dinet sunt extrem de conservatoare. Sunt extrem de mimetice, foarte etnografice, în tratarea subiectului lor.
Înțelegerea lui Dinet asupra culturii și limbii arabe l-a diferențiat de alți artiști orientaliști, deoarece, în calitate de vizitator vorbitor de arabă, a putut găsi modele de nud în Algeria rurală, unde „regula vălului” a fost respectată mai rar. Înainte de 1900, majoritatea lucrărilor sale puteau fi caracterizate drept „scene de gen anecdotice”. Pe măsură ce a devenit mai interesat de islam, a început să picteze mai des subiecte religioase. El a fost activ în traducerea literaturii arabe în franceză, publicând o traducere a unui poem epic arab de Antarah ibn Shaddad în 1898.

## Moștenire
Viața și opera sa au făcut obiectul mai multor cărți, și anume:
- Denise Brahimi și Koudir Benchikou, La Vie et l'oeuvre d' Etienne Dinet, [volumul 2 din serie, Les Orientalistes ], Paris, ediția ACR, 1984 ( Catalogul raisonné al lui Dinet)
- JM Blades (ed. ), Arta lui Etienne Dinet, Colecția Shafik Gabr, 2018